# Margarida Violant de Savoia
Margarida Violant de Savoia (Torí, Ducat de Savoia 1635 - Parma, Ducat de Parma 1663) fou una princesa de Savoia que va esdevenir duquessa consort de Parma.

## Orígens familiars
Va néixer el 15 de novembre de 1635 a la ciutat de Torí, capital del Ducat de Savoia, sent filla del duc Víctor Amadeu I de Savoia i Maria Cristina de França. Fou neta per línia paterna de Carles Manuel I de Savoia i Caterina Micaela d'Espanya, i per línia materna d'Enric IV de França i Maria de Mèdici. Fou, així mateix, germana dels ducs Francesc Jacint i Carles Manuel II de Savoia.

## Núpcies i descendents
L'ambiciosa Maria Cristina de França intentà aconseguir el casament de la seva filla amb el seu nebot, Lluís XIV de França, si bé les estratègies polítiques i militars del moment feren que aquest preferís casar-se amb la infanta Maria Teresa d'Habsburg. Maria Cristina, finalment, acceptà el casament de la seva filla amb el duc Ranuccio II de Parma, fill del duc Odoard I de Parma i Margarida de Mèdici, cerimònia que es realitzà el 29 d'abril de 1660 a la ciutat de Torí. D'aquesta unió nasqueren:
- una filla (1661)
- un fill (1663)

Margarida Violant morí a la ciutat de Parma el 29 d'abril de 1663 en donar llum al seu segon fill, que nasqué mort. Posteriorment fou enterrada a l'església de Santa Maria della Steccata.